# Heriberto Aguilar Castillo
Heriberto Marcelo Aguilar Castillo (Guaymas, Sonora, 12 de febrero de 1975) es un político mexicano, miembro actual del partido Movimiento Regeneración Nacional (Morena). Ha sido diputado federal y secretario de Infraestructura y Desarrollo Urbano del gobierno de Sonora.

## Biografía
Es ingeniero civil egresado de la Universidad de Sonora (UNISON). De 1998 a 1998 fue responsable general de Obras y Proyectos en la Cia. Ingeniero Barceló Durazo, y de 1999 a 2000 supervisor de obra en Guaymas. 
De 2003 a 2004 fue director técnico del Consejo Municipal de Concertación para la Obra Pública del ayuntamiento de Guaymas encabezado por Carlos Zatarain González y de 2004 a 2005 supervisor regional de Procesamiento de Datos Geodésicos en el Instituto Nacional de Estadística y Geografía (INEGI). 
En las elecciones estatales de 2006 en Sonora fue candidato del PRD a presidente municipal de Guaymas, no logró el triunfo, que correspondió al candidato del PRI Antonio Astiazarán Gutiérrez, pero ocupó el cargo de regidor en dicho ayuntamiento de 2006 a 2009. En el mismo proceso electoral de 2006 fue coordinador de la estructura electoral del PRD y representante de la coalición Por el Bien de Todos en Guaymas, Sonora.
De 2015 a 2016 fue director general de la empresa Pro-C Proyecto y Construcción S.A. de C.V. y de 2016 a 2018 director general de la empresa PRO AG Proyectos y Construcciones S.A. de C.V. 
En las elecciones federales de 2018 fue postulado candidato de la coalición Juntos Haremos Historia a diputado federal por el Distrito 4 de Sonora y logró el triunfo al recibir el 42.28 % de los votos, frente al 34.13 % de su competidor de la coalición Todos por México Otto Claussen Iberri. En la LXIV Legislatura de dicho año a 2021 fue secretario de la comisión de Economía, Comercio y Competitividad; secretario de la comisión de Pesca; e integrante de las comisiones de Infraestructura; y, de Marina.
En las elecciones de 2021 fue postulado a la reelección por el mismo cargo y distrito electora, aunque en esta ocasión solamente por Morena. Logró nuevamente el triunfo, recibiendo el 40.06 % de los votos, superando al 28.02 % del candidato de la coalición Va por México, Jesús Saldaña López. En la LXV Legislatura de 2021 a 2024 fue secretario de las comisiones de Deporte; y, de Recursos Hidráulicos, Agua Potable y Saneamiento; así como integrante de la de Ganadería.
Asumió por segunda ocasión la diputación el 1 de septiembre de 2021, sin embargo solicitó y recibió licencia el siguiente día 12 de septiembre, para asumir al día siguiente el cargo de secretario de Infraestructura y Desarrollo Urbano en el gabinete del gobernador de Sonora Alfonso Durazo Montaño; permaneció en el cargo hasta el 16 de junio de 2023, en que renunció a la secretaría para unirse a la precampaña de Claudia Sheinbaum Pardo por la candidatura presidencial de Morena. En consecuencia el 20 de junio reasumió la diputación federal.
El 17 de septiembre del mismo 2023 es nombrado presidente estatal de Morena en Sonora, pero el 23 de noviembre siguiente renunció al cargo para ser postulado candidato de Morena senador por Sonora, el 21 de noviembre se había separado nuevamente de su curul en la Cámara de Diputados. En las elecciones de 2024 resultó elegido senador en segunda fórmula para las Legislaturas LXVI y LXVII que concluirán en 2030 junto a Lorenia Valles Sampedro. Recibieron el 43.88 % de los votos, frente al 26.11 % de los candidatos de la coalición Fuerza y Corazón por México, Manlio Fabio Beltrones y Lilly Téllez.